# Площадь Франценюка
Пло́щадь Франценюка́ — площадь в Левобережном округе города Липецка. Находится в Новолипецке перед Дворцом культуры НЛМК на пересечении проспекта Мира, улицы Аносова и Парковой улицы.
Ранее была безымянной. Названа в 1997 году в честь почетного гражданина Липецка главы НЛМК И. В. Франценюка (прижизненно). На площади есть остановка транспорта «Площадь Франценюка».
От площади Франценюка к улице Адмирала Макарова тянется также сквер имени Франценюка, который также был назван в 1997 году.
20 июля 2008 года открылся реконструированный (фактически новый) фонтан. Он изготовлен из серого гранита и представляет собой трехъярусное сооружение (ширина — более 13 метров, высота — около 6 метров, а с учётом водного столба, бьющего из центра, — почти 8 метров). В общей сложности одновременно в небо взмывают около 150 переплетенных струй.

## Транспорт
- авт. 17, 27, 28, 30, 33, 33а, 306, 308к, 317, 321, 322, 325, 330, 332 ост.: «Пл. Франценюка».